# الحرب الروسية الفارسية (1796)
الحرب الروسية الفارسية أو الحملة الروسية على بلاد فارس كانت أخر حملة عسكرية روسية في 1796 في عهد كاترين العظمى. وقد أمرت بذلك ردا على الغزو الفارسي على المحمية الروسية كارتلي كاخيتي في جورجيا بالعام السابق. تم استعادة المحمية بسرعة مع الإستيلاء على الخانات الأذرية، الدول التابعة لفارس، ولكن قبل أن يبدأ الغزو على وسط بلاد فارس، توفيت كاثرين وخليفتها القيصر بافل الأول أمر بسحب قواته.

## أسباب الحرب
تميز العقد الأخير من القرن الثامن عشر بالحرب المستمرة بين المطالبين والمتنافسين على عرش الطاووس (العرش الفارسي). كاثرين العظمى من روسيا الاستفادة من هذه الفوضى لتعزيز السيطرة على الأنظمة الحاكمة الضعيفة في منطقة القوقاز. أصبحت مملكة جورجيا، وهي مملكة تابعة للفرس لقرون عديدة، محمية روسية في 1783، عندما وقع هرقل الثاني الجورجي معاهدة جورجيفسك، حيث وعدت الامبراطورة بالدفاع عنه في حال الهجوم الإيراني.تلى ذلك شمخال منطقة تاركي الذي أخذ زمام المبادرة وقبل حماية روسية بعد ثلاث سنوات.
مع تتويج محمد خان القاجاري شاه بلاد فارس في 1794 تغير المناخ السياسي. ووضع حد لفترة الصراع على العرش، وشرع في تعزيز قبضته على القوقاز وأجتاح جورجيا ونهب عاصمتها تبليسي وأحالها إلى كومة رماد في 1795. متأخرة كاترين الثانية أطلقت حملة عقابية ضد الشاه.

## الحرب
كان من المتوقع أن فيلق الروسي كان الذي قوامه 13,000 سيكون بقيادة الجنرال المحنك كودوفيتش، لكن الإمبراطورة أستمعت إلى عشيقها، الأمير زوبوف، وأوكلت القيادة لشقيقه الشاب الكونت فاليريان زوبوف. أنطلقت القوات الروسية من كيزليار داغستان في نيسان 1796 واقتحمت القلعة الرئيسية في دربند يوم 10 مايو. وقد مجد الحدث الشاعر جافريلا ديرزهافينفي بقصيدة له مشهورة. الشاعر في وقت لاحق كتب قصيدة يأسف فيها على عودة زوبوف ناصة النجاح من الحملة في قصيدة رائعة أخرى.
بحلول منتصف يونيو حزيران، أجتاحت قوات زوبوف دون أي مقاومة معظم أراضي أذربيجان العصر الحديث، بما في ذلك ثلاث مدن رئيسية - باكو، شماخي وغنجة. بحلول نوفمبر تشرين الثاني رابطوا في التقاء نهري كورا وأراكس، مستعديين لمهاجمة وسط لإيران.

## النهاية والنتائج
ولكن في ذلك الشهر امبراطورة روسيا توفيت وأمر خليفتها بافل الأول الذي كره عائلة زوبوف، كان له خطط أخرى للجيش والقوات التي أمرها بالتراجع إلى روسيا حيث كان يفكر بغزو الهند. هذا الأنسحاب أثار الإحباط والعداء لدى عائلة زوبوف قوية والضباط الأخرين الذين شاركوا في الحملة، العديد منهم كانوا من بين المتآمرين الذي رتبوا لقتل بافل الأول بعد خمس سنوات.